# 光果西藏葶苈
光果西藏葶苈（学名：Draba tibetica var. duthiei）为十字花科葶苈属西藏葶苈的变种。分布在中国大陆的西藏等地，生长于海拔4,400米至4,700米的地区，一般生长在山坡灌丛内，目前尚未由人工引种栽培。